# District de Tân Uyên (Lai Châu)
Tân Uyên est un district rural de la province de Lai Châu dans la région du Nord-ouest du Viêt Nam. 

## Géographie
La superficie du district est de 903,27 km2. 
Le chef-lieu du district est Tân Uyên.